# Lasciami cantare una canzone
Lasciami cantare una canzone è un brano musicale composto da Michele Cozzoli musica di Cesare Andrea Bixio, presentato al Festival di Sanremo 1953.
Questo brano è il sesto presentato al Festival del 1953 dal cantante Teddy Reno, mentre per Achille Togliani è il quinto.
Il brano arriva al terzo posto ad ex aequo con Vecchio scarpone brano presentato da Latilla e Consolini.  
La canzone viene incisa nel 78 giri di Togliani dal titolo Sussurrando buonanotte/Lasciami cantare una canzone.
Sul lato A è presente un brano sempre dello stesso Festival, Sussurrando buonanotte, cantato da Nilla Pizzi, che si piazza all'ottavo posto della kermesse.

## Classifiche

### Classifica annuale Sussurrando buonanotte[1]
| Classifica (1953) | Posizione | Artista     |
| ----------------- | --------- | ----------- |
| Italia            | 51        | Nilla Pizzi |

### Classifica annuale[1]
| Classifica (1953) | Posizione | Artista          |
| ----------------- | --------- | ---------------- |
| Italia            | 48        | Teddy Reno       |
| Italia            | 69        | Achille Togliani |